# Дружне (Хмельницький район)
Дру́жне — село в Україні, у Красилівській міській громаді Хмельницького району Хмельницької області. Населення становить 951 особу.
На деяких картографічних ресурсах помилково позначене як Дружнє. На картах до 1990 р. має назву «Циценівка».
В селі є декілька магазинів та школа «Дружненська гімназія 1-2 ступенів».

## Географія
Село розташоване на лівому березі річки Случ.

## Історія
До 1963 року село носило назву Цеценівка. Знахідки кам'яних знарядь праці в південно-східній частині села свідчать, що тут жили люди ще в первісну добу за кілька тисяч років від сьогодення. Вперше в історичних документах Цеценівка згадується 16 січня 1444 року — в грамоті великого князя литовського і руського Свидригайла, якою він надав своєму слузі Михайлу Олехновичу за його вірну службу села в Кременецькій волості — Цеценівку і Красилів на річці Случ. Разом із селами наддавались орні землі, ліси, пасіки, сіножаті, річки, ставки.
Далі відомості про село дуже суперечливі. Існують документи, які стверджують, що в 1467 році сини Михайла Олехновича Гнат, Немец і Васько продали села Баймаки та Цеценівку Олександру Сангушковичеві. В той же час збереглася грамота великого князя литовського і короля польського Олександра від 30 вересня 1497 року, згідно якої гетьману литовському князю Костянтину Івановичу Острозькому за його службу надавались двір Красилів з селами Цеценівкою, обома Дубищами, Чернелівкою, Кульчинами, Кульчинками і Баймаками.
Разом з тим документи, датовані серпнем 1502 року, стверджують, що село належить Сангушкам. Там же зазначено, що такий собі Михайло Цеценівський десь роздобув документи на право володіння Цеценівкою, які перепродав Янові — біскупові Віленському. Інший документ свідчить, що цей Ян купив село у Анджея Сангушка в 1534 році, що підтвердив король Зигмунт І. Податкові чиновники в 1545 році виявили, що внаслідок татарського пограбування село було пустим — люди були знищені або забрані в неволю.
Вже у 1583 році в селі налічувалось 9 димів і 4 городники спроможних платити податки. У володінні князів Острозьких село перебувало до 1620 року, а потім перейшло до їхніх нащадків. Останній з них — Януш Сангушко у 1753 році села Кульчинецького ключа, в тому числі й Цеценівку, подарував Марцінові Любомирському, який в 1766 році продав його Людвіку Прушинському. Прушинські володіли селом до 1913 року, а потім продали його власникам Красилівського цукрового заводу Маньковським.
У 1710 році на кошти прихожан була збудована Святопокровська церква. Як свідчить церковний літопис 1894 року, храм був дерев'яний, тісний, відремонтований у 1848 році, покритий жестю, обшитий дошками, пофарбований зовні і всередині. Довжина храму — 15,5 аршин, ширина — 7 аршин, висота — 18 аршин. Храм одноповерховий, трьохскатний, куполів 3, хрестів на них залізних позолочених 3. Дзвіниця облаштована від храму окремо, відремонтована у 1887 році, покрита жестю, пофарбована. Дзвонів 5. Всередині храм хрестоподібний, вівтар повернутий на схід. Іконостас дерев'яний з різьбою. Царські врата різьблені, позолочені. Церква холодна. Огорожа від фронтової сторони з каменю, а решта — частокольна — від поміщицької садиби. У церкві знаходилась давня ікона Пресвятої Богородиці. У 1806 році приход села Цеценівка за рішенням Духовного правління був приєднаний до приходу села Волиця Дубиська. У 1909 році приход став знову самостійним, до якого увійшло село Заставки. В 1934 році за наказом комуністичної влади місцеві активісти храм зруйнували. Ця церква, навколо якої був облаштований цвинтар, знаходилась на місці сучасного торгового закладу біля школи. В роки німецької окупації збудували звичайну велику хату на місці зруйнованого храму. Там відбувались богослужіння до початку 50-х років після чого церкву знову закрили. Відновлено її у 1991 році.
Священиками в церкві були: до 1807 року Хмисевич Павло, з 1807 до 1853 року — Гощицький Яків Євстахійович (син священика з Волиці, читати, писати і церковного уставу навчився вдома, в семінарії не навчався), з 1853 до 1888 року — Конашинський Афанасій, з 1888 до 1897 року — Ящуржинський Віктор Васильович, з 1897 до 1914 року — Лотоцький Микола Степанович. У складні 20-і і 30-і роки служив Абрамович Іван. За роки існування сучасної церкви настоятелями тут були: Савчук Іван Климентійович (з Кульчин), Ярослав, Скорий Василь, Коваль Петро Дмитрович, Шихов Микола. В теперішній  час служить Калитюк Сергій Якович.
В 1796 році в селі нараховувалось 48 дворів, жителів усього 328, у тому числі: чоловіків 167, жінок — 161. Із цієї кількості: духовенства чоловічої статі — 7 душ, жіночої — 4; Шляхти грунтової  чоловічої статі — 7 душ, жіночої — 9 душ; шляхти чиншової чоловічої статі — 30 душ, жіночої — 34 душі. Селян-кріпаків чоловічої статі — 119 душ, жіночої — 113 душ. Євреїв обох статей 5 душ. В 1896 році дворів 109, жителів 614.
У селі існував палац, збудований попереднім власником в стилі середньовічного замку з дорогоцінними меблями, старовинною колекцією зброї, порцеляни, багатою бібліотекою. Про будівлю відомо, що тут був двоповерховий житловий будинок та флігель для садівника. В саду була обладнана альтанка, в якій на постаменті стояла фігура ангела з хрестом. В садибі знаходилась оранжерея, в якій цілий рік вирощували розкішні квіти. У 1920-х роках панські будівлі були зруйновані, а з цих матеріалів збудували клуб Красилівського цукрового заводу (на місці сучасного центру зайнятості). В 1914 році управитель Маньковських в Цеценівці Коваленко побудував житловий будинок, в якому  з 1921 до 1994 року навчались учні початкових класів.
В часи скасування кріпацтва 37 домогосподарств, віднесених до категорії тяглих, отримали на викуп по 9 десятин орної землі та по 2 десятини сінокосу, піших 7 господарств відповідно по 4 та по 1 десятині. 6 господарств городників землі на викуп не отримали.
У 1860-х роках в селі не було жодного грамотного селянина. За згодою селян у 1866 році документи про викуп землі у поміщика підписав дяк Антоній Коринський. Школа найнижчого ступеня, школа грамоти, була відкрита в 1870 році, але через деякий час припинила своє існування через те, що селяни відмовилися виділяти кошти на її утримання. В 1894 році в селі було грамотних 20 жителів чоловічої статі і жодної жінки. Повторно школу грамоти відкрили в 1900 році. Законоучителем і завідуючим школою був священик Микола Степанович Лотоцький, а вчителем 18-річний Остапович Антон Михайлович з освітою за однокласне народне училище, тобто за початкову школу, та зарплатою 90 рублів на рік. Для школи селяни збудували приміщення. Тут же в невеликій кімнаті жив учитель. В 1902 році навчалось 36 хлопчиків і 4 дівчаток. Школа утримувалась на кошти жителів села — 45 руб., на кошти місцевих шкільних платежів — 23 руб., на кошти повітового відділення єпархіальної училищної ради — 60 руб. В 1905—1908 р.р. вчителем був Леміщук Кузьма Семенович, в 1908—1913 рр. — Остапович Василь. В 1913 р. дітей навчав дяк Кухарчук.
У 1906 році село Цеценівка Кульчинецької волості Старокостянтинівського повіту Волинської губернії. Відстань від повітового міста 26 верст, від волості 7. Дворів 86, мешканців 588.
  10 травня 1914 р. повітовим земським з'їздом була прийнята нова шкільна сітка Старокостянтинівського повіту. Згідно цієї постанови школа в Цеценівці стала  однокласною церковно-приходською. В 1914—1917 рр. навчала дітей Шостацька Степанида Лаврівна, а потім Козицький Всеволод Михайлович. У роки української революції школа не функціонувала. Навчання відновилось у 1921 році. З 1921 по 1930 рік школа була трьохрічною. Один вчитель навчав 3 групи. Учні 5-7 класів ходили до школи в Заставки.
З 1931 по 1953 рік всього у селі було репресовано 19 осіб, з них 5 засуджено до розстрілу. В період голодомору 1932—1933 рр. від голодного виснаження в селі загинуло 30 людей.
Не менш трагічними були події другої світової війни. Німецькі війська окупували село 8 липня 1941 року. На фронтах війни брали участь 134 жителів села. З них 65 чоловік загинули, зокрема 5 прийняли мученицьку смерть у німецьких концентраційних таборах. 66 жителів села були вивезені на примусові роботи до Німеччини. Під час бойових дій були нагороджені орденом Червоної Зірки 6 чол., орденом Слави ІІІ ст. 7 чол., медалями «За відвагу» та «За бойові заслуги» 16 чол. Визволення села відбулось у ніч з 8 на 9 березня 1944 року.
9 березня 2015 року на військовому полігоні під Запоріжжям загинув уродженець Дружного Яюс Руслан Степанович.
Колишній орган місцевого самоврядування — Дружненська сільська рада.